# Kienberg (Gärten der Welt) (metropolitana di Berlino)
La stazione di Kienberg (Gärten der Welt) è una stazione della metropolitana di Berlino, sulla linea U5.

## Storia
La stazione, in origine denominata "Heinz-Hoffmann-Straße", fu progettata come parte del prolungamento della linea E (oggi U5) dall'allora capolinea di Elsterwerdaer Platz a Hönow; tale tratta venne aperta all'esercizio il 1º luglio 1989.
Il 3 ottobre 1991 la stazione assunse la nuova denominazione di "Grottkauer Straße".

## Interscambi
- Fermata autobus
- Fermata funivia (IGA Gärten der Welt)